# 迈恩
迈恩（德語：Mayen，發音：[ˈmaɪən] ⓘ）是德国莱茵兰-普法尔茨州迈恩-科布伦茨县的城市，面积58.19平方千米，2023年12月31日人口为19,882人。

## 友好城市
迈恩与以下城市结为友好城市：
- 英格兰 戈達爾明
- 法國 茹瓦尼
- 捷克 烏赫爾堡